# Брајтенштајн
Брајтенштајн је општина у округу Нојенкихен у Аустрији, држава Доња Аустрија. Брајтенштајн је један од градова кроз које пролази Земернишка железница која се налази на списку Унескове Светске баштине. Брајтенштајн преведено са немачког значи "Широко камење" због великих стена које се налазе у Брајтенштајну и околини. На попису становништва 2011. године, општина Брајтенштајн је имао 343 становника.

## Географија
Брајтенштајн се налази у Адлицграбену у подножју Земеринга на надморској висини од 705 до 1.545 метара. Брајтенштајн се налази у индустријском округу у Доњој Аустрији. Територија општине покрива површину од 20,24 km² од чега је 75,95% површине шумовито. Терен Брајтенштајна је брдовит. У околини Брајтенштајна углавном расту мешовите шуме. Брајтенштајн и околина су прилично густо насељени, (75 становника на km²).

## Клима
Подручје Брајтенштајна је део хемибореалне климатске зоне. Просечна годишња температу је 8 °C (46 °F) Најтоплији месец је јул, кад је просечна температура 20 °C (68 °F), а најхладнији је јануар са −4 °C (25 °F). Просечна годишња сума падавине је 1074 мм. Највлажнији месец је јул, са просеком од 144 мм падавина, а најсушнији је децембар са 40 мм.

## Историја
У далекој прошлости ова област је била део покрајине Норик.
Име места "Прајтенштајн" се први пут помиње 1220. године у документу у коме су поменути разни поседи господара замка Клам.
У априлу 1945. године, подручје око Брајтенштајна је било упориште борби између немачке 9. горње дивизије и Црвене армије, која је покушала преко Земернишког превоја да продре у Штајерску. Током борбених операција хотел Сонхоф и фарма Пертл су били уништени.

## Религија
Према подацима пописа из 2001. године 80,6% становништва су били римокатолици, 3,8% евангелисти, 1,1% муслимани и 1,3% православци. 11,9% становништва се изјаснило да нема никакву верску припадност.

## Политика
На локалним избора 2015. године у општини је победила Аустријска народна партија освојивши 9 мандата, а СДПА је била на другом месту освојивши 4 мандата.

## Градоначелник
Тренутни градоначелник општине је Енгелберт Ринхофер члан АНП-а, потпредседник је Александра Праш, а шеф администрације је Анита Водл.
| 1919–1928             | Јохан Ханл         |
| 1929–1933             | Адофл Попа         |
| 1934–1938             | Јохан Ханл         |
| 1938–1942             | Леополд Хеу        |
| 1942–1945             | Јозеф Алтгамер     |
| 1945–12.01.1946       | Јозеф Мис          |
| 12.01.1946–28.08.1946 | Карл Валнер        |
| 28.08.1946–15.05.1955 | Ингац Валнер       |
| 15.05.1955−25.07.1961 | Лудвиг Трит        |
| 12.08.1961−19.04.1975 | Рудолф Сагбауер    |
| 19.04.1975−17.08.1984 | Карл Стоксмајер    |
| 03.09.1984−29.04.1985 | Рудолф Ханл        |
| 29.04.1985−31.05.1992 | Лео Шеленбачер     |
| 10.06.1992−13.04.2010 | Фридрих Когер      |
| seit 13.04.2010       | Енгелберт Ринхофер |

## Грб
Грб је додељен одлуком доње аустријске државне владе 14. августа 1991. године. У исто време, општински локални савет је одобрио следеће боје: "зелено-жута".
Грб Брајтенштајна је зелени штит на коме се налази римски аквадукт који је обојен у жуту боју а испод њега се налази бела линија испод које се налази рушевине замка у Брајтенштајну.
Грб су јавно представили 5. априла 1992. године гувернер Доње Аустрије Зигфрид Лудвиг и његовог заменик Ернст Хегер.